# Lua Cambará: Nas Escadarias do Palácio
Lua Cambará: Nas Escadarias do Palácio é um filme brasileiro de 2002 do cineastra Rosemberg Cariry. O filme teve as suas gravações no sertão dos Inhamuns, com algumas sequências rodadas em Aiuaba, Crateús, Parambu, Tauá, Quixadá e Maranguape.
Foi inspirado na lenda de Lua Cambará, que, na tradição do nordeste brasileiro, foi uma matriarca escravagista que imperou no final do século XIX numa região dominada por latifundiários, senhores da lei, da vida e da morte.
A produção contou com a participação de alguns atores convidados como Nelson Xavier, Sofia Xavier, Via Negromonte e também contou com um grande elenco nordestino.
O filme foi premiado no Festival de Pernambuco - 2003 com o prêmio de Melhor Trilha Sonora.

## Sinopse
O filme Lua Cambará - nas Escadarias do Palácio tem o sertão do Ceará como o seu cenário principal e mostra as lutas de Lua Cambará por respeito e reconhecimento na sociedade machista e preconceituosa do final do seculo XIX. Essa luta se dá devido ela ser uma mulher mestiça e bastarda.
Lua Cambará é filha de um coronel latifundiário e de uma escrava. Ela viveu sua vida excluída e rejeitada pelo seu pai. Após da morte do seu pai ela começa uma jornada de muita violência e prepotência. Por se envergonhar pela sua origem pobre e escrava, ela tortura os negros da sua fazenda assim como o seu pai fazia.
Lua Cambará consegue conquistar, de forma sangrenta, o mundo dos homens, o que lhe fez uma mulher rica e poderosa, mas, em troca do poder e da riqueza, termina perdendo a sua própria alma. 

## Elenco
- Chico Díaz ............. João Índio
- Dira Paes ............... Lua Cambará
- Nelson Xavier ........ Sidônio
- Claudio Jaborandy  Idelfonso
- Joca Andrade ........ Primo de Lua Cambará
- Bárbara Cariry.... ....Lua Cambará - doze anos
- José Tarcísio ......... Padre Romoaldo
- Ceronha Pontes .... Mulher de João Índio
- W.J. Solha ............. Coronel Pedro Cambará